# Valburga
Valburga – wieś w Słowenii, w gminie Medvode. W 2018 roku liczyła 579 mieszkańców.